# Онтонг-Джава
Онтонг-Джава (англ. Ontong Java) — атолл, расположенный к северо-востоку от архипелага Соломоновы острова. Географически расположен в Меланезии, но культурно является частью Полинезии. Административно входит в состав провинции Малаита меланезийского государства Соломоновы Острова. Другие названия острова — Лорд-Хау, Луангиуа, Леуангиуа.

## Название
Современное название атолла, Онтонг-Джава, было дано острову в 1643 году голландским путешественником Абелем Тасманом. В 1791 году капитан Хантер назвал его «группа Лорд-Хау» (англ. Lord Howe's Group).

## География
Атолл Онтонг-Джава расположен в южной части Тихого океана к северо-востоку от архипелага Соломоновы острова, являясь самым северным островом государства Соломоновы Острова. К северу от него расположен атолл Нукуману, принадлежащий Папуа — Новой Гвинее, к югу — риф Ронкадор.
Онтонг-Джава представляет собой атолл, в центре которого расположена обширная лагуна площадью 1400 км², являющаяся самой большой в Соломоновом море. Площадь суши составляет около 12 км², диаметр острова — около 50 км. Максимальная длина Онтонг-Джава — 72 км, ширина варьируется от 11 до 26 км. Высшая точка Онтонг-Джова достигает всего 13 м. Атолл состоит из 122 маленьких островков, или моту, только два из которых имеют постоянное население: острова Луаниуа и Пелау. На них имеются пресноводные болота, которые используются местными жителями для выращивания таро. Климат на острове влажный, тропический.
На Онтонг-Джава гнездится большое количество морских птиц, в том числе, фрегатов. Обитает большое количество большеногов (разновидность кур), чьи яйца на острове запрещено употреблять в пищу.

## История
Согласно местным легендам современные жители Онтонг-Джава переселились с острова Нгиуа (его точное расположение неизвестно), назвав новый дом «Lua Ngiua», что переводится как «Второй Нгиуа». В других легендах говорится о том, что первопоселенцы приплыли с острова Коолау (Ko’olau, возможно это острова Кирибати или Тувалу). Современные данные подтверждают факт тесного родства островитян с жителями Самоа и Тувалу, а также факт возможных контактов с микронезийцами.
Вполне вероятно, что остров был открыт ещё в 1616 году голландскими путешественниками Якобом Лемером и Виллемом Схаутеном. Однако первым европейцем, заметившим атолл и давшим ему название, стал другой голландский мореплаватель Абел Тасман, открывший Онтонг-Джава в марте 1643 года. В 1791 году на острове высадился первый европеец, Джон Хантер, который назвал атолл Лорд-Хау.
На протяжении XIX века местное население враждебно относилось к чужеземцам, прежде всего, к иностранным торговцам (в том числе, работорговцам, появившимся на острове в 1870-х годах) и китобоям. В 1875 году британцы даже обстреляли Онтонг-Джава, что стало возмездием за убийство островитянами команды одного из торговых судов. В апреле 1885 года над островом был установлен протекторат Германской империи, а 14 ноября 1899 года управление было передано Британской империи.
На протяжении XX века в жизни островитян произошли коренные перемены: население было христианизировано, появились школы и правительственные учреждения. С 1978 года Онтонг-Джава является территорией государства Соломоновы Острова и входит в состав провинции Малаита.

## Население
На протяжении XX века численность населения Онтонг-Джава сильно менялась. В XIX веке на острове оценочно проживало от 2000 до 5000 человек, но уже в 1930-х годах численность населения составила всего 600 человек. В 1999 году на острове проживало 2370 человек. При этом значительная часть островитян эмигрировала на другие острова Соломоновых Островов, например, большое поселение местных жителей есть в Хониаре в устье реки Матаникау. Единственные поселения Онтонг-Джава — деревни Луангиуа на юго-востоке и Пелау на северо-востоке.
Несмотря на то, что атолл находится в Меланезии, он населён полинезийцами. Местные языки разговаривают на полинезийском языке онтонг-джава (2367 носителей в 1999 году), который имеет два диалекта: луангиуа и пелау.

## Экономика
Основное занятие местных жителей — сельское хозяйство (выращивание кокосовой пальмы, таро, производство копры) и рыболовство (в том числе, вылов трепанг, которые экспортируются в Гонконг). Значительная часть продукции импортируется. Между женщинами и мужчинами существует разделение труда: мужчины ловят рыбу, женщины — растят детей, занимаются домашним хозяйством и огородом.
На острове действует аэродром.